# Lill-Rödvattnet
Lill-Rödvattnet är en sjö i Örnsköldsviks kommun i Ångermanland och ingår i Gideälvens huvudavrinningsområde. Sjön har en area på 0,105 kvadratkilometer och ligger 369,3 meter över havet. Sjön avvattnas av vattendraget Dammbäcken. Vid provfiske har lake och öring fångats i sjön.

## Delavrinningsområde
Lill-Rödvattnet ingår i det delavrinningsområde (707673-161682) som SMHI kallar för Utloppet av Lill-Rödvattnet. Medelhöjden är 409 meter över havet och ytan är 3,33 kvadratkilometer. Det finns inga avrinningsområden uppströms utan avrinningsområdet är högsta punkten. Dammbäcken som avvattnar avrinningsområdet har biflödesordning 3, vilket innebär att vattnet flödar genom totalt 3 vattendrag innan det når havet efter 86 kilometer. Avrinningsområdet består mestadels av skog (86 procent). Avrinningsområdet har 0,1 kvadratkilometer vattenytor vilket ger det en sjöprocent på 2,9 procent.